# Aquilonia costata
Aquilonia costata is een keversoort uit de familie glimwormen (Lampyridae). De wetenschappelijke naam van de soort werd voor het eerst geldig gepubliceerd in 1921 door Lea als Luciola costata.